# Iglesia de Nuestra Señora de la Antigua (La Umbría)
La Parroquia de Nuestra Señora de la Antigua es un templo católico ubicado en La Umbría, aldea perteneciente al término municipal, de Aracena.
Se trata de un edificio mudéjar, con el esquema de arcos que atraviesan su única nave propio de la época de los Reyes Católicos. La capilla mayor presenta un frontal de altar de azulejos sevillanos del siglo XVI y una pila de agua bendita de mármol del mismo siglo. La bóveda del presbiterio luce pinturas murales de principios del XVIII muy deterioradas. Sobre fondo de tonos ocres y amarillos, imita el trabajo de yeserías enmarcando óvalos con los cuatro Evangelistas con sus respectivos atributos.
Del exterior destaca la fachada de los pies, con portada, con arco de medio punto abocinado, y espadaña decoradas con ladrillos en esquinilla y arquillos ciegos. La portada lateral consta de un arco de medio punto enmarcado por otro ligeramente apuntado. Todo el perímetro del edificio está construido en piedra.
Cuenta en su ajuar litúrgico con piezas de interés, como un incensario de metal del siglo XVI decorado con motivos de tracería de inspiración gótica. El cáliz de plata dorada, de finales del mismo siglo, presenta motivos relativos a la Pasión de Cristo.